# میهن‌پرست (داستان کوتاه)
«میهن‌پرست» داستانی کوتاه در حدود ۵٬۵۰۰ کلمه از صادق هدایت در مجموعهٔ سگ ولگرد است.

## خلاصهٔ داستان
یک روز وزیر معارف (حکیم‌باشی پور) سید نصرالله ولی را که یکی از ادبای بانفوذ است احضار می‌کند تا او را برای مأموریتی فرهنگی به هند بفرستد. در کشتی عازم هند وقتی سید نصرالله می‌خواهد یادداشت‌های لازم برای مأموریتش را بنویسد تضاد درونی اش آشکار می‌شود. دریا او را گرفته‌است، دلتنگ خانواده است و به عدم صداقت همکاران و رئیس و رؤسایی مانند وزیر و تو خالی بودن تبلیغات دولتی دربارهٔ دستاوردهای بزرگ اجتماعی و فرهنگی فکر می‌کند. می‌خواهد نطقی را که قرار است در بمبئی ایراد کند را آماده کند، اما چند کلمه بیشتر نمی‌شود. خسته و بدحال به هیچ کاری توفیق نمی‌یابد. بالاخره جلیقهٔ نجات را برمی‌دارد و دچار کابوس آتش گرفتگی کشتی می‌شود. فردا صبح او را مرده می‌یابند، در حالی که جلیقهٔ نجات خفتِ گردنش شده‌است. دو ماه بعد، وزیر معارف از مجسمهٔ یادبود او پرده برمی‌دارد و در مدح آن نابغهٔ میهن‌پرست سخن فرسایی می‌کند.

## نقدها
کاتوزیان «میهن‌پرست» را جزو داستان‌های هزل‌آمیز هدایت دانسته‌است. ظاهراً در این داستان سید نصرالله ولی اشاره به سید ولی‌الله نصر یکی از ادبای بانفوذ وقت دارد و حکیم‌باشی پور همان علی اصغر حکمت وزیر معارف وقت است که نویسنده بر سر موضوعی با وی اختلاف پیدا کرده بود.